# EVIG
Az EVIG a megszűnt Egyesült Villamosgépgyár állami vállalat rövidítése, illetve a jogutód nélkül megszűnt EVIG Gépgyár Kft. vezérszava. Mindkettő székhelye Budapesten, Kőbányán, a X. Gyömrői út 128. alatt volt.

## A vállalat létrehozása
Az Egyesült Villamosgépgyár állami vállalat 1963-ban jött létre a következő öt villamossági vállalat összevonásával:
1. Villamosgép és Kábelgyár
2. Dinamó Villamos Forgógépgyár
3. Bláthy Ottó Titusz Villamosgépgyár
4. Elektro-Service Gépgyártó Vállalat
5. Ceglédi Villamosipari Gyár

## Profilja
A vállalat profilja villamos motorok, robbanásbiztos készülékek, öntöttvas elosztók, valamint szabályozó berendezések gyártása volt. A ceglédi gyárban fúrógépeket, elektromos kéziszerszámokat és barkácsgépeket is gyártottak.

## Az EVIG SE
Az Egyesült Villamosgépgyár SE, röviden EVIG SE sportegyesület néhány jelentős versenyzőt nevelt. Itt kezdett pl. az 1980-as években Kovács "Kokó" István ökölvívó.

## Az EVIG Gépgyár Kft.
Az EVIG Gépgyár Kft. 1997 novemberében jött létre és jogutód nélkül, felszámolás következtében 2001 körül megszűnt. Fő profilja villamos forgógépek, részegységek gyártása, valamint szervizelése volt.